# Fraccionamiento
Para el acto de «fraccionar» o «dividir» véase «División (matemática)» o también «División (geografía)»
Para «Métodos de fraccionamiento» de mezclas químicas véase «Métodos de separación de fases» y «Operaciones de separación»

Aparato de destilación fraccionada con un condensador Liebig. Se utiliza un matraz cónico como matraz receptor. Aquí el cabezal de destilación y la columna de fraccionamiento se combinan en una sola pieza.

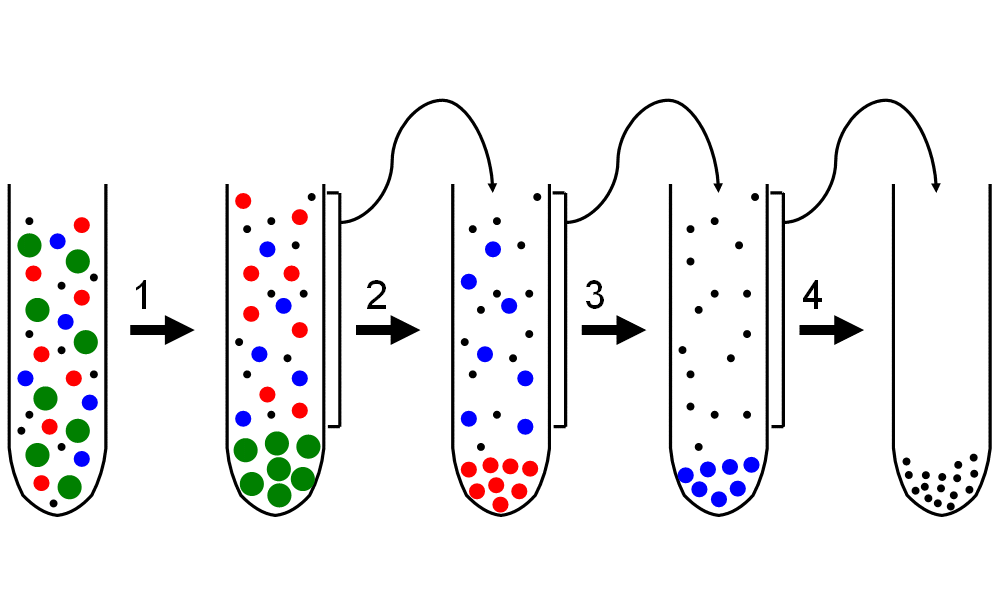
Centrifugación diferencial.

El fraccionamiento es un proceso de separación en el que una cierta cantidad de una mezcla (gas, sólido, líquido, enzimas, suspensión o isótopo) se divide durante una transición de fase, en varias cantidades (fracciones) más pequeñas en las que la composición varía según un gradiente. Las fracciones se recopilan según las diferencias en una propiedad específica de los componentes individuales. Un rasgo común en los fraccionamientos es la necesidad de encontrar un óptimo entre la cantidad de fracciones recolectadas y la pureza deseada en cada fracción. El fraccionamiento permite aislar más de dos componentes en una mezcla en una sola corrida. Esta propiedad lo distingue de otras técnicas de separación.
El fraccionamiento se emplea ampliamente en muchas ramas de la ciencia y la tecnología. Las mezclas de líquidos y gases se separan mediante destilación fraccionada por diferencia en el punto de ebullición. El fraccionamiento de los componentes también tiene lugar en la cromatografía en columna por una diferencia de afinidad entre la fase estacionaria y la fase móvil. En la cristalización fraccionada y la congelación fraccionada, las sustancias químicas se fraccionan en función de la diferencia de solubilidad a una temperatura determinada. En el fraccionamiento celular, los componentes celulares se separan por diferencia de masa.

## De muestras naturales

### Fraccionamiento guiado por bioensayo
Un protocolo típico para aislar un agente químico puro de origen natural es la separación paso a paso de los componentes extraídos en función de las diferencias en sus propiedades fisicoquímicas de fraccionamiento guiado por bioensayo y la evaluación de la actividad biológica, seguida de la siguiente ronda de separación y ensayo. Normalmente, dicho trabajo se inicia después de que un extracto crudo dado se considera "activo" en un ensayo in vitro particular.

### Fraccionamiento de sangre
El proceso de fraccionamiento de la sangre implica la separación de la sangre en sus componentes principales. El fraccionamiento de sangre se refiere generalmente al proceso de separación usando una centrífuga (centrifugación), después del cual se pueden visualizar tres componentes sanguíneos principales: plasma, capa leucocitaria y eritrocitos (células sanguíneas). Estos componentes separados se pueden analizar y, a menudo, separar aún más.

### De comida
El fraccionamiento también se usa con fines culinarios, ya que el aceite de coco, el aceite de palma y el aceite de palmisto se fraccionan para producir aceites de diferentes viscosidades, que pueden usarse para diferentes propósitos. Estos aceites suelen utilizar cristalización fraccionada (separación por solubilidad a temperaturas) para el proceso de separación en lugar de destilación. El aceite de mango es una fracción de aceite que se obtiene durante el procesamiento de la mantequilla de mango.
La leche también se puede fraccionar para recuperar el concentrado de proteína de la leche o la fracción de proteínas básicas de la leche.

## Fraccionamiento de isótopos
Describe los procesos de fraccionamiento que afectan la abundancia relativa de isótopos, fenómenos que se aprovechan en la geoquímica de isótopos y otros campos. El fraccionamiento de isótopos se produce durante una transición de fase, cuando cambia la proporción de isótopos ligeros a pesados en las moléculas implicadas. Cuando el vapor de agua se condensa (un fraccionamiento de equilibrio), los isótopos de agua más pesados (18O y 2H) se enriquecen en la fase líquida mientras que los isótopos más ligeros (16O y 1H) tienden hacia la fase de vapor.

## Otras lecturas
- Manual de laboratorio para el fraccionamiento de extractos naturales., por Peter J. Houghton y Amala Raman, editor: Chapman & Hall, 1998-1999 páginas

- Datos: Q15305109
- Multimedia: Fractionation / Q15305109